# Праздники Армении
Праздники Армении — ежегодные дни торжеств и памяти отмечаемы в Республике Армении. Некоторые праздники являются нерабочими днями.
Праздники и дни памяти, отмечаемые в Армении, определяются Законом Республики Армения «О праздниках и днях памяти», который был принят Национальным Собранием по предложению Президента Республики Армения 24 июня 2001 года. В Армении также отмечают традиционные церковные праздники, международные дни, а по решению правительства — другие профессиональные праздники и дни памяти.

## Официальные праздники и памятные дни
Законом Республики Армения определены следующие официальные праздники и памятные даты:
| Дата                  | Русское название                               | Армянское название                                | Примечание |  |
| --------------------- | ---------------------------------------------- | ------------------------------------------------- | --- |  |
| 31 декабря — 2 января | Новый год                                      | Ամանոր (Аманор) , Նոր Տարի (Нор Тари)             | Нерабочие дни. |  |
| 6 января              | Рождество                                      | Սուրբ Ծնունդ                                      | Нерабочий день. Армянская Апостольская Церковь отмечает Рождество Христово вместе с Крещением Господним в одном празднике Богоявления 6 января (в ночь с 5 на 6 января. По старому стилю — 19 января) |  |
| 28 января             | День Армии                                     | Բանակի օր                                         | Нерабочий день.Профессиональный праздник всех военнослужащих армянских вооружённых сил. |  |
| 8 марта               | Праздник женщин                                | Կանանց տոն                                        | Нерабочий день. Международный женский день. |  |
| 7 апреля              | Праздник материнства и красоты                 | Մայրության, գեղեցկության և սիրո տոն               | Отмечается с 1995 года. |  |
| 24 апреля             | День памяти жертв Геноцида армян               | Հայոց ցեղասպանության զոհերի հիշատակի օր           | Нерабочий день. В этот день сотни тысяч людей поднимаются на холм к мемориальному комплексу и возлагают цветы к вечному огню.                                                                         |  |
| 1 мая                 | День труда                                     | Աշխատանքի օր                                      | Нерабочий день. Праздник рабочих и профсоюзных организаций. |  |
| 9 мая                 | Праздник Победы и Мира, День освобождения Шуши | Հաղթանակի և խաղաղության տոն, Շուշիի ազատագրման օր | Нерабочий день. Праздник в честь победы Красной армии и советского народа над нацистской Германией в Великой Отечественной войне 1941—1945 годов. Праздник посвящен участникам освобождения Шуши.     |  |
| 28 мая                | День Первой Республики                         | Հանրապետության տոն                                | Нерабочий день. 28 мая 1918 года была провозглашена Республика Армении. |  |
| 5 июля                | День Конституции                               | Սահմանադրության օր                                | Нерабочий день. В этот день была принята Конституция Армении. |  |
| 21 сентября           | День независимости                             | Անկախության օր                                    | Нерабочий день. В этот день в 1991 году народ Армении на всенародном референдуме проголосовал за провозглашение независимости от Советского Союза.                                                    |  |

## Другие известные праздники и памятные дни
| День                                                   | Название праздника                                                                                                | Описание |  |
| ------------------------------------------------------ | --- | --- |  |
| 14 февраля                                             | Терендез | Истоки этого праздника — в древнем ритуале язычников-огнепоклонников. Главный символ действа — костер, через который прыгают молодые пары. Главное — не расцепить рук, тогда союз будет крепким. В это время старшие посыпают их семенами пшеницы и конопли. |  |
| 19 февраля (дата для 2011 года)                        | День святого Саркиса                                                                                              | Праздник покровителя молодых влюбленных Святого Саркиса в Армении официально отмечают с 2007 года. Празднуется >> 21.01.2008, 07.02.2009, 30.01.2010, 19.02.2011, 04.02.2012, 26.01.2013, 15.02.2014, 31.01.2015, 23.01.2016, 11.02.2017, 27.01.2018, 16.02.2019, 08.02.2020, 30.01.2021, 12.02.2022, 04.02.2023, 27.01.2024, 15.02.2025, 31.01.2026, 23.01.2027, 12.02.2028, 27.01.2029, 16.02.2030 |  |
| 19 февраля                                             | День дарения книг                                                                                                 | Был учрежден председателем союза писателей Армении Левоном Ананяном. Примечательно, что именно в этот день в 1869 году родился известный армянский писатель Ованес Туманян. |  |
| 21 февраля                                             | День армянского языка                                                                                             | |  |
| 28 февраля                                             | День памяти жертв погромов в Сумгаите, Баку и Кировабаде                                                          | 28 февраля на государственном уровне провозглашено Днем памяти погибших в результате азербайджанских погромов армян, а также днем защиты прав вынужденных переселенцев из Азербайджана. |  |
| 3 марта (дата для 2011 года)                           | День милосердия и национальной дани героям (Вардананк) — День памяти Св. Вардана Мамиконяна и его 1036 соратников | Отмечается в память о сражении армянских войск во главе с Варданом Мамикояном в Аварайрской битве. Персы встретив яростное сопротивление со стороны армян и понеся огромные потери, вынуждены были отказаться от посягательств на христианскую религию и национальную самобытность армянского народа. Праздник ежегодно отмечается в четверг, за 8 недель до праздника Святой Пасхи. 26-го мая 451-го года произошла Аварайрская битва. По словам летописца, «каждый человек в душе был церковью и сам же священником». Во имя сохранения родины, Армянской Церкви и христианской религии смертью героев пали князь Вардан Мамиконян и его 1036 соратников — великие святые Армянской Апостольской Церкви. Своей смертью они доказали волю армянского народа к жизни и его право на существование Аварайрская битва стала свидетельством того, что воистину ничто не отвратит армян от идеи христианской родины. Со дня принятия христианства в Армении Церковь была вовлечена в дело защиты отечества. Ярким примером тому является Аварайрская битва. Армянская Церковь, во главе с католикосом Иосифом и священником Гевондом, вместе с армянскими воинами участвовала в войне с персами. Перед битвой священнослужители не только воодушевляли воинов, но и крестили их и укрепляли в них веру и дух. «И соорудили алтарь, и совершили святое таинство: приготовили также купель, и если среди воинов были некрещенные, всю ночь крестили их, и наутро приняли святое причащение», — пишет летописец Егише о том, что происходило накануне Аварайрской битвы. В День памяти Свв. Вардананц в Первопрестольном Св. Эчмиадзине и во всех армянских церквях служат Св. Литургию. Празднуется >> 31.01.2008, 19.02.2009, 11.02.2010, 03.03.2011, 16.02.2012, 07.02.2013, 27.02.2014, 12.02.2015, 04.02.2016, 23.02.2017, 08.02.2018, 28.02.2019, 20.02.2020, 11.02.2021, 24.02.2022, 16.02.2023, 08.02.2024, 27.02.2025, 12.02.2026, 04.02.2027, 24.02.2028, 08.02.2029, 28.02.2030 |  |
| 23 марта                                               | Всемирный день метеорологии                                                                                       | |  |
| 27 марта                                               | Всемирный день театра                                                                                             | |  |
| 1 апреля                                               | День сатиры и юмора                                                                                               | Отмечается в Армении с 2006 года. |  |
| 4-11 апреля                                            | Туманяновские дни                                                                                                 | Дни памяти Ованеса Туманяна. |  |
| 16 апреля                                              | День работника полиции Армении                                                                                    | В этот день в 2001 году в Армении был принят закон «О полиции». |  |
| 18 апреля                                              | Международный день памятников и исторических мест                                                                 | |  |
| 19 апреля                                              | День налогоплательщика                                                                                            | |  |
| 26 апреля                                              | День пограничника                                                                                                 | Отмечается с 2007 года. |  |
| Последняя суббота апреля                               | День гражданина                                                                                                   | Отмечается с 2019 года. |  |
| 7 мая                                                  | День радио | Учреждён в честь первой демонстрации А. С. Поповым своего «прибора для обнаружения и регистрирования электрических колебаний». |  |
| 8 мая                                                  | День еркрапа (участника народного ополчения)                                                                      | Отмечается с 1993 года. |  |
| 15 мая (дата для 2011 года)                            | День ПВО | |  |
| 16 мая                                                 | День студентов и молодежи                                                                                         | |  |
| 18 мая                                                 | Всемирный день музеев                                                                                             | В этот день Национальная галерея Армении открыта для всех желающих. |  |
| 26 мая                                                 | День Победы в Сардарапатской битве                                                                                | Сардарапатское сражение проходило 21-28 мая 1918 года между регулярными армянскими воинскими частями и ополченцами и вторгнувшимися в Восточную Армению турецкими войсками. |  |
| 1 июня                                                 | День защиты прав детей                                                                                            | |  |
| 14 июня                                                | День защиты прав безвинно осужденных                                                                              | Был учрежден по инициативе партии «Дашнакцутюн» в память о репрессированных в годы советской власти. |  |
| Третье воскресенье июня                                | День авиации | В этот день в 1992 году было завершено формирование ВВС РА. |  |
| Третье воскресенье июня                                | День медицинского работника                                                                                       | |  |
| 1 июля                                                 | День работника прокуратуры                                                                                        | |  |
| 25 июля                                                | День города Армавир                                                                                               | |  |
| 98 день после Пасхи                                    | Вардавар | |  |
| 11 августа                                             | День Национальной идентичности в Армении — Навасард                                                               | По преданию, в этот день легендарный основатель армянского рода Айк разбил ассирийского царя Бэла и положил начало Армянскому государству. Это произошло 11 августа 2492 г. до н. э. и является первым годом традиционного армянского летоисчисления. Раньше в этот день в Армении праздновался Новый год. |  |
| 14 августа (дата для 2011 года)                        | День строителя | |  |
| Последнее воскресенье августа                          | День озера Севан.                                                                                                 | Учрежден в 1999 году. |  |
| 1 сентября                                             | День знаний, письменности и словесности                                                                           | |  |
| 4 сентября                                             | День спасателя | Учрежден в 2008 году. |  |
| Первое воскресенье сентября                            | День работников нефтегазовой сферы                                                                                | |  |
| 7 сентября                                             | День инженерных войск                                                                                             | В этот день 1992 завершилось формирование инженерных войск Вооруженных сил Армении. Учрежден в 2000 году. |  |
| 12 сентября                                            | День Спарапета | День памяти Мхитара Спарапета. |  |
| 5 октября                                              | Всемирный день учителя                                                                                            | Учрежден ЮНЕСКО в 1994 году. |  |
| 8 октября                                              | День танкиста | В этот день в 1992 году завершилось формирование танковых войск Вооруженных сил Армении. |  |
| 10 октября                                             | День химических войск                                                                                             | В этот день в 1992 году завершилось формирование химических войск Вооруженных сил Армении. Учрежден в 1996 году. |  |
| 10 октября (согласно приказу премьер министра Армении) | День города Ереван                                                                                                | Ерева́н (арм. Երևան), (до 1936 Эрива́нь) — столица Армении, один из древнейших сохранившихся городов мира (основан в 782 г. до н. э.). |  |
| Второе воскресенье октября                             | День урожая | Сельский праздник. |  |
| 16 октября                                             | День армянской прессы                                                                                             | В этот день в 1794 году в Мадрасе вышел в свет первый армянский печатный периодический журнал «Аздавар» («Вестник»). |  |
| 19 октября                                             | День ракетно-артиллерийских войск                                                                                 | В этот день в 1992 году завершилось формирование ракетно-артиллерийских войск Вооруженных сил Армении. |  |
| 5 ноября                                               | День разведывательных войск                                                                                       | В этот день в 1992 году завершилось формирование разведывательных войск Вооруженных сил Армении. |  |
| 7 ноября                                               | Всенародный праздник вина                                                                                         | |  |
| 10 ноября                                              | День местного самоуправления                                                                                      | |  |
| 11 ноября                                              | Годовщина возведения на престол, помазания и интронизации Гарегина II, Католикоса всей Армении.                   | |  |
| 17 ноября                                              | Международный день студентов                                                                                      | |  |
| 17 ноября                                              | День военно-медицинского работника                                                                                | В этот день 1992 года завершилось формирование медицинского госпиталя Вооруженных сил Армении. |  |
| 22 ноября                                              | День банковского работника                                                                                        | 22 ноября 1993 года на территории Армении вместо рублей Государственного Банка СССР в обращение были введены драмовые банкноты. Учрежден в 2003 году. |  |
| 3 декабря                                              | Международный день инвалидов                                                                                      | |  |
| 9 декабря                                              | День осуждения и предотвращения геноцидов                                                                         | |  |
| 20 декабря                                             | День сотрудника национальной безопасности                                                                         | |  |
| 22 декабря                                             | День энергетика                                                                                                   | |  |
| 31 декабря                                             | Канун Нового года                                                                                                 | |  |